# Pockau-Lengefeld
Pockau-Lengefeld – miasto w Niemczech, w kraju związkowym Saksonia, w powiecie Erzgebirgskreis. Powstało 1 stycznia 2014 z połączenia miast Pockau i Lengefeld.